# 673 (szám)
A 673 (római számmal: DCLXXIII) egy természetes szám, prímszám.

## A szám a matematikában
A tízes számrendszerbeli 673-as a kettes számrendszerben 1010100001, a nyolcas számrendszerben 1241, a tizenhatos számrendszerben 2A1 alakban írható fel.
A 673 páratlan szám, prímszám. Normálalakban a 6,73 · 102 szorzattal írható fel.
Pillai-prím.
Proth-prím, azaz k · 2ⁿ + 1 alakú prímszám.
A 673 négyzete 452 929, köbe 304 821 217, négyzetgyöke 25,94224, köbgyöke 8,76338, reciproka 0,0014859. A 673 egység sugarú kör kerülete 4228,58371 egység, területe 1 422 918,419 területegység; a 673 egység sugarú gömb térfogata 1 276 832 128,0 térfogategység.
A 673 helyen az Euler-függvény helyettesítési értéke 672, a Möbius-függvényé −1.